# François Schlosser
Pour les articles homonymes, voir Schlosser.
François Schlosser est un journaliste français né le 2 septembre 1935 à Haguenau et mort le 26 août 2022 à Paris.

## Biographie
Né en Alsace à la fin des années 1930, François Schlosser est élevé au sein d’une famille nombreuse et modeste profondément catholique. Avec un père chrétien militant au M.R.P., il baigne dans une atmosphère démocrate-chrétienne dont il garde une marque plus morale que politique. Dans ce milieu familial sans grand capital scolaire, il se distingue par une réussite scolaire sanctionnée par son entrée à l’Institut d'études politiques de l'Université de Paris.
Parallèlement au cursus, il bénéficie d’une solide formation en Allemand. À sa sortie, il prépare le concours d’entrée à l’ENA tout en effectuant un travail administratif au Quai d’Orsay. Mais, happé par ses obligations militaires, il doit effectuer deux ans de service en Algérie. C'est là que sa conscience politique émerge véritablement et s’ancre profondément à gauche. De retour à Paris avec l’envie de travailler dans le journalisme, il doit d’abord travailler dans une société commerciale sur l’ouverture sur Bruxelles et la législature agricole. Mais en 1964, il trouve un emploi au mensuel Réalités comme rédacteur en politique étrangère.
Si, au début, il réalise aussi des articles de société, il se spécialise progressivement sur les questions de politique étrangère, notamment sur les relations franco-allemandes, ce qui lui vaut de mener une série d’entretiens avec des responsables allemands comme Konrad Adenauer. Chapeautant très vite le secteur étranger, il oriente tout particulièrement ses articles contre la guerre du Vietnam et l’impérialisme américain. Mais le mensuel, plutôt libéral au sens américain, ne se veut pas engagé, et s’il tente avec quelques autres (dont Alain Schifres) de tirer sa ligne politique « un peu à gauche », son directeur Alfred Max maintient son cap au centre si ce n'est à droite.
Il crée alors une section C.F.D.T., se retrouvant dans cette organisation de la gauche non-communiste affranchie des partis mais très progressiste. Très actif à la tête de cette section, notamment en 1968, il est politiquement proche de la mouvance socialiste, démocratique et autogestionnaire qu’incarne la confédération. Cela n’empêche pas son patron de le charger de la revue Preuves lors de son rachat en 1970. Il y suit avec intérêt l’évolution du courant autogestionnaire et offre à ses leaders (Edmond Maire, Michel Rocard, etc.) des espaces pour s’exprimer. Mais, lassé par le rythme mensuel, il souhaite travailler dans un journal dans lequel il se retrouve plus politiquement.
Ainsi, après plusieurs contacts avec Le Nouvel Observateur et la conclusion d’un accord de principe avec Jean Daniel en 1972, il accepte de perdre un quart de son salaire pour rejoindre l’équipe de la rue d’Aboukir. Mais c'est seulement un an après et à la suite du départ de Jean-Pierre Joulin qu’il est appelé à l’hebdomadaire.
En août 1973, il amorce donc sa collaboration en couvrant l’Allemagne et l’Europe centrale et orientale Très vite, il prend à cœur de couvrir la dictature chilienne, interviewant par exemple un intellectuel comme Alain Touraine sur le sujet (1er octobre 1973). De même, s’il traite avec attention la question européenne, les relations américano-européennes ou franco-allemandes, il publie à partir de 1974 plusieurs articles sur l’affaire du Portugal. Il marque aussi un grand intérêt pour les questions ayant trait au tiers-monde, interviewant à ce sujet l’économiste égyptien Samir Amin (15 février 1975) et, par deux fois, le socialiste Claude Cheysson.
Dans les premières années, il assure la coordination des pages étrangères sans exercer une grande directivité ou autorité. Mais progressivement il assure une certaine autonomie au service en termes de définition des sujets et s’impose à sa tête. Au niveau de la ligne du journal, il se reconnaît longtemps dans la position de Jean Daniel sur la question israélo-arabe même s’il trouve la rédaction pas assez à l’écoute des injustices faites aux Palestiniens. Il fait preuve d’une certaine défiance à l’égard de l’engouement du journal pour la présidence Carter et sa défense des droits de l'homme. Enfin, à partir de 1980, il traite de plus en plus du Moyen-Orient, notamment la guerre Iran-Irak.
À partir de 1975, son rôle au journal tient aussi aux fonctions syndicales qu’il exerce avec un soutien constant et presque général. Malgré les répercussions sur ses rapports avec la direction, il prend la tête de l’intersyndicale et s’oppose à la dévitalisation financière et commerciale qu’engendre la création du Matin (1977). Il mène aussi d’âpres négociations salariales qui aboutissent à la fixation d’une échelle allant de 1 à 3,5 – plus tard de 1 à 4 – et d’augmentation en fixe (100 francs pour tous la première année) et non en pourcentage. Il crée aussi le consensus pour un relèvement progressif des bas salaires et, vers 1979 ou 1981, la fixation d’une prime de fin d’année.

## Sources
- Entretien de François Schlosser avec François Kraus - Paris - 2004[source insuffisante]